# Sarah Hagan
Sarah Margaret Hagan (Austin, 24 maggio 1984) è un'attrice statunitense.

## Filmografia parziale

### Cinema
- Faith, regia di Emily Weissman (1997)
- Orange County, regia di Jake Kasdan (2002)
- Spring Breakdown, regia di Ryan Shiraki (2009)
- Arlo il giovane alligatore (Arlo the Alligator Boy), regia di Ryan Crego (2021) - voce

### Televisione
- Freaks and Geeks - 11 episodi (1999-2000)
- Buffy l'ammazzavampiri (Buffy the Vampire Slayer) - 10 episodi (2002-2003)
- Grey's Anatomy - un episodio (2005)
- 90210 - 4 episodi (2011)
- Breaking Fat - 15 episodi (2013-2014)